# Ksar El Khoukha
Ksar El Khoukha est un ksar de Tunisie situé à Metameur dans le gouvernorat de Médenine.

## Localisation
Le ksar se situe dans le village de Metameur, au nord de Ksar Ouled Abdallah.

## Histoire
La fondation du ksar est datée du XVIIIe siècle selon Kamel Laroussi. Il est désormais en ruines.

## Aménagement
Le ksar de forme ovale (environ 80 mètres de diamètre) compte environ 100 ghorfas réparties sur deux étages (quatre autrefois).